# Carex scoparia
Carex scoparia är en halvgräsart som beskrevs av Carl Ludwig von Willdenow. Carex scoparia ingår i släktet starrar, och familjen halvgräs.

## Underarter
Arten delas in i följande underarter:
- C. s. scoparia
- C. s. tessellata